# Pike County (Alabama)
Das Pike County ist ein County im US-Bundesstaat Alabama der Vereinigten Staaten. Der Verwaltungssitz (County Seat) ist Troy.

## Geographie
Das County liegt im mittleren Südosten von Alabama, ist im Osten etwa 100 km von Georgia, im Süden etwa 110 km von Floridas Nordgrenze entfernt und hat eine Fläche von 1741 Quadratkilometern, wovon drei Quadratkilometer Wasserfläche sind. Es grenzt im Uhrzeigersinn an folgende Countys: Bullock County, Barbour County, Dale County, Coffee County, Crenshaw County und Montgomery County.

## Geschichte
Pike County wurde am 17. Dezember 1821 gebildet. Die erste Bezirkshauptstadt war Louisville, später Monticello und schließlich 1839 Troy. Die erste öffentliche Schule, die Troy Normal School, wurde 1887 gegründet. Benannt wurde das County nach dem General und Entdeckungsforscher Zebulon Pike. Pike trat 1794 in die Armee ein und stieg bis zum Rang eines Brigadegenerals auf. Er unternahm Entdeckungsfahrten auf dem oberen Mississippi und dem Arkansas River. Er fiel im Britisch-Amerikanischen Krieg 1813 beim Angriff auf York.

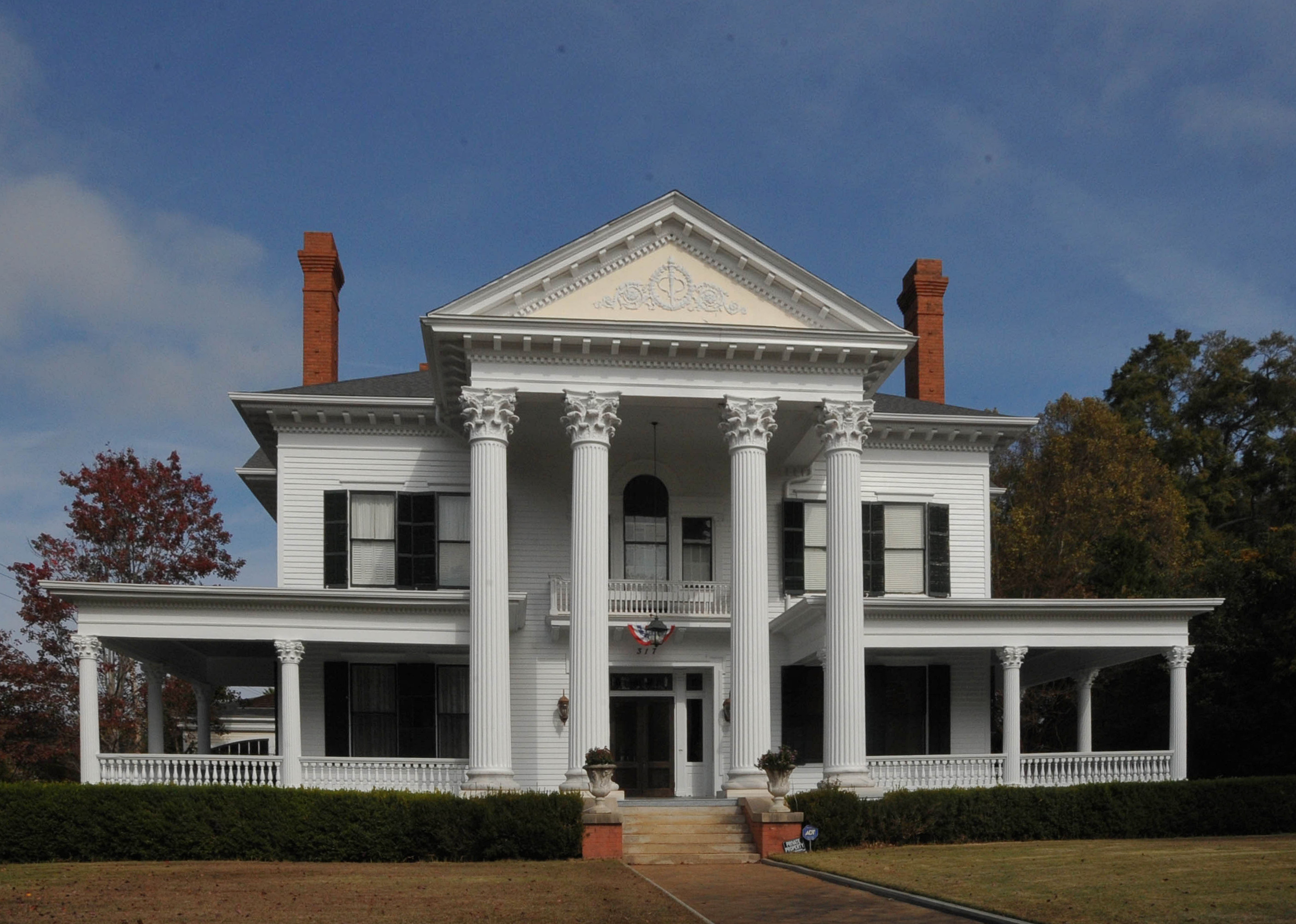
Im College Street Historic District (2008)

Zwei Bauwerke und Stätten im County sind im National Register of Historic Places (NRHP) eingetragen (Stand 7. April 2020), der College Street Historic District und die Troy High School.

## Sonstiges
An der Troy University in der Stadt Troy befindet sich das Troy University Arboretum, ein Arboretum mit einer Fläche von 16.186 m².

## Demographische Daten

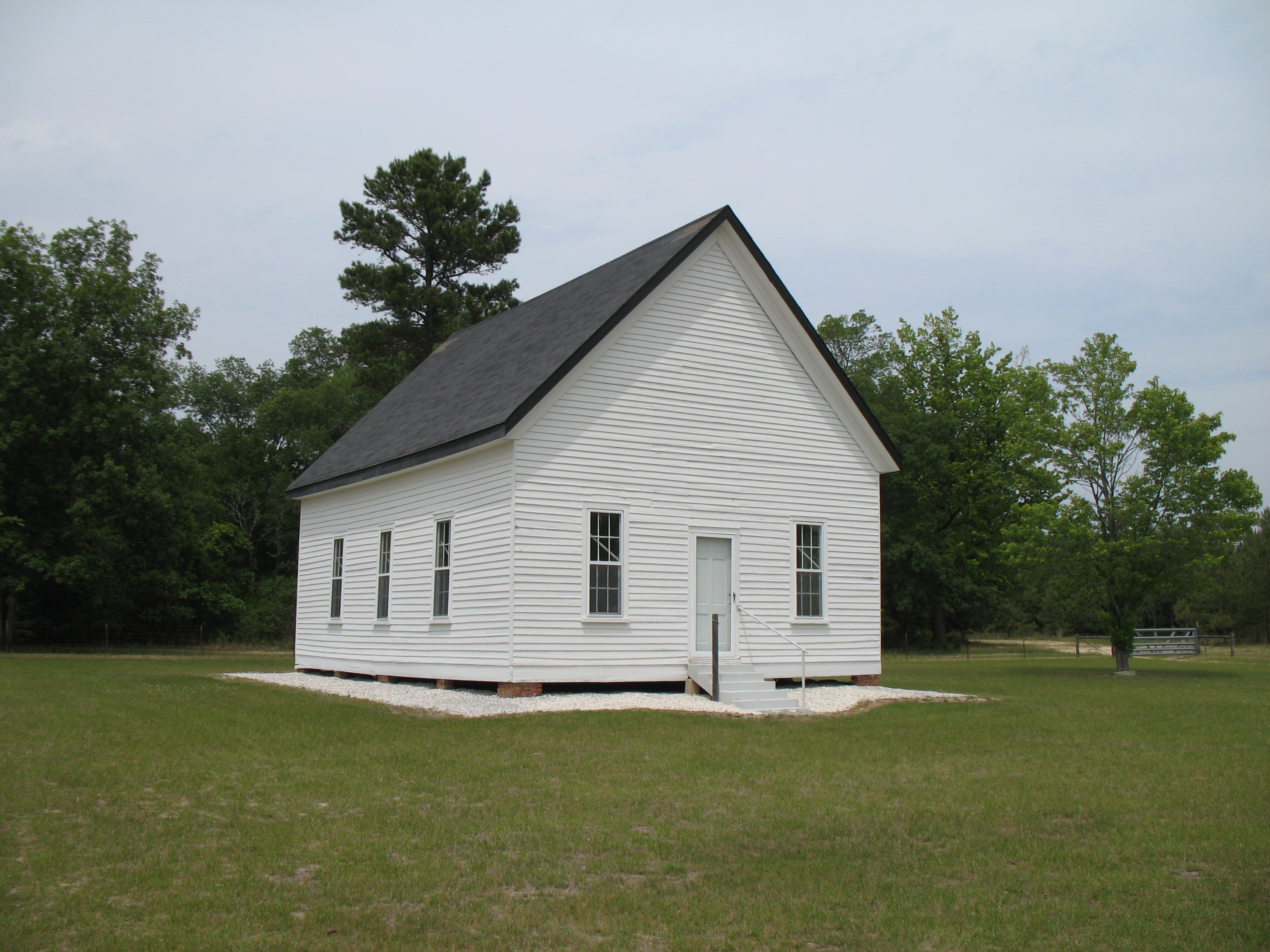
Die Wesley Chapel Methodist Church im Pike County

Nach der Volkszählung im Jahr 2000 lebten im Pike County 29.605 Menschen. Davon wohnten 1.198 Personen in Sammelunterkünften, die anderen Einwohner lebten in 11.933 Haushalten und 7.649 Familien. Die Bevölkerungsdichte betrug 17 Einwohner pro Quadratkilometer. Ethnisch betrachtet setzte sich die Bevölkerung zusammen aus 60,77 Prozent Weißen, 36,60 Prozent Afroamerikanern, 0,66 Prozent amerikanischen Ureinwohnern, 0,35 Prozent Asiaten, 0,02 Prozent Bewohnern aus dem pazifischen Inselraum und 0,26 Prozent aus anderen ethnischen Gruppen; 1,35 Prozent stammten von zwei oder mehr Ethnien ab. 1,23 Prozent der Bevölkerung waren spanischer oder lateinamerikanischer Abstammung.
Von den 11.933 Haushalten hatten 29,7 Prozent Kinder und Jugendliche unter 18 Jahren, die bei ihnen lebten. In 43,6 Prozent lebten verheiratete, zusammen lebende Paare, 16,8 Prozent waren allein erziehende Mütter, 35,9 Prozent waren keine Familien, 29,8 Prozent aller Haushalte waren Singlehaushalte und in 11,0 Prozent lebten Menschen im Alter von 65 Jahren oder darüber. Die Durchschnittshaushaltsgröße betrug 2,38 und die durchschnittliche Familiengröße betrug 2,98 Personen.
24,4 Prozent der Bevölkerung waren unter 18 Jahre alt, 15,8 Prozent zwischen 18 und 24, 26,0 Prozent zwischen 25 und 44, 21,2 Prozent zwischen 45 und 64 und 12,6 Prozent waren 65 Jahre oder älter. Das Durchschnittsalter betrug 32 Jahre. Auf 100 weibliche Personen kamen 89,5 männliche Personen und auf Frauen im Alter von 18 Jahren und darüber kamen 84,9 Männer.
Das jährliche Durchschnittseinkommen eines Haushalts betrug 25.551 USD, das Durchschnittseinkommen einer Familie 34.132 USD. Männer hatten ein Durchschnittseinkommen von 27.094 USD, Frauen 18.758 USD. Das Prokopfeinkommen betrug 14.904 USD. 18,5 Prozent der Familien und 23,1 Prozent der Einwohner lebten unterhalb der Armutsgrenze.

## Orte im Pike County
- Ansley
- Antioch
- Baltic
- Banks
- Briar Hill
- Brundidge
- Buckhorn
- Catalpa
- China Grove
- Corcoran
- Curry
- Dunn
- Enon
- Goshen
- Hamilton Crossroads
- Henderson
- Hephzibah
- Jonesville
- Josie
- Kent
- Linwood
- Little Oak
- Logton
- McClure Town
- Meeksville
- Monticello
- Mossy Grove
- Needmore
- Olustee
- Orion
- Pleasant Ridge
- Pronto
- Richland
- Saco
- Sanders Hill
- Sandfield
- Shady Grove
- Shellhorn
- Shiloh
- Spring Hill
- Stills Crossroads
- Tarentum
- Tennille
- Thomas Crossroad
- Troy
- Wingard
- Youngblood